# Федурино (Ярославская область)
Федурино — деревня в Даниловском районе Ярославской области. Входит в состав Середского сельского поселения, относится к Федуринскому сельскому округу.

## География
Расположена на берегу речки Точенка в 6 км на север от центра поселения села Середа и в 20 км на юго-восток от райцентра города Данилова.

## История
В конце XIX — начале XX века деревня являлась центром Федуринской волости Даниловского уезда Ярославской губернии.
С 1929 года деревня являлась центром Федуринского сельсовета Даниловского района, в 1944 — 1959 годах — в составе Середского района, с 2005 года — в составе Середского сельского поселения.
До 2012 года в деревне действовала Федуринская основная общеобразовательная школа.

## Население
| 1859 | 1914 | 2002 | 2007 | 2010 |
| ---- | ---- | ---- | ---- | ---- |
| 10   | ↘8   | ↘4   | ↗293 | ↘272 |

## Инфраструктура
В деревне имеются дом культуры, фельдшерско-акушерский пункт, отделение почтовой связи.